# Michael Fiedrowicz
Michael Fiedrowicz (* 27. Dezember 1957 in Berlin) ist ein deutscher katholischer Kirchenhistoriker. 

## Leben
Michael Fiedrowicz studierte Katholische Theologie, Philosophie und Klassische Philologie in Berlin, Paderborn und Rom, wo er 1993 an der Lateranuniversität mit der Arbeit Das Kirchenverständnis Gregors des Großen. Eine Untersuchung seiner exegetischen und homiletischen Werke promoviert wurde. Nachdem er 1997 an der Universität Bochum mit der Arbeit Psalmus vox totius Christi. Studien zu Augustins „Enarrationes in psalmos“ habilitiert worden war, wurde er 1997 Privatdozent für Alte Kirchengeschichte/Patrologie an der Universität Bochum und zusätzlich Lehrbeauftragter an der Freien Universität Berlin. Von 2001 bis zu seinem Ruhestand 2023 war er Professor für Kirchengeschichte des Altertums, Patrologie und Christliche Archäologie an der Theologischen Fakultät Trier. Er ist Priester des Erzbistums Berlin.
Seine Forschungsschwerpunkte sind die frühchristliche Apologetik sowie Grundlagen und Methoden der patristischen Theologie und der Kirchenväterrezeption.

## Rezeption
Der Kirchenhistoriker Stefan Heid bezeichnete Fiedrowicz als einen der produktivsten deutschen Patrologen. Er habe „nicht nur wichtige Überblickswerke [...] veröffentlicht, sondern auch wichtige Sammelwerke zur frühchristlichen Spiritualität und Liturgie [...] publiziert“. Darüber hinaus habe er „umfangreiche Übersetzungen lateinischer und griechischer Kirchenväter vorgelegt, so in den Fontes Christiani zu Gregor dem Großen und Origenes, aber auch zu Gregor von Nazianz und Augustinus“. Zu erwähnen sei auch sein Werk zur frühchristlichen Spiritualität und Liturgie im Carthusianus-Verlag.
Der evangelische Kirchenhistoriker Wolfram Kinzig bezeichnete die Monographie Apologie im frühen Christentum als „ein vielbeachtetes Handbuch der altkirchlichen Apologetik [...], das sich mittlerweile zu einem Standardwerk entwickelt hat“. Friedrowicz habe gute philologische Arbeit geleistet. In seinem Werk konzentriere er sich auf Texte früher christlicher Autoren und deren Verteidigung gegen den Paganismus. Der damalige Kardinal Joseph Ratzinger (Papst Benedikt XVI.) verwies auf dieses Werk, als er die Bedeutung der Kirchenväter für die gegenseitige Kontrollfunktion von Glaube und Vernunft betonte, die Pathologien von Religion und Vernunft verhindern könne. Der Journalist Christian Geyer-Hindemith bezeichnete das Werk „eine ungemein anregende Lektüre“ und schrieb, „der synoptische Einblick in die frühchristlichen Argumentationsstrategien, der mit diesem Buch gegeben wird,“ dürfe „als ein großer Wurf gelten“. Fiedrowiczs Arbeit über die Vergangenheit des Christentums lese sich wie eine über dessen Zukunft. Als solches sei das Werk „ein Plädoyer für die Anstrengung, das religiöse Proprium in einer Philosophie zu artikulieren, die es nicht etwa aufzehrt, sondern recht eigentlich erst zur Geltung bringt“. Andernfalls verurteile „es sich zu einem Schicksal, dem es am Anfang noch mit allen intellektuellen Mitteln zu entkommen suchte: zur Bedeutungslosigkeit einer Mythologie.“
Nach Veröffentlichung des Motu Proprio Summorum Pontificum durch Papst Benedikt XVI. setzte sich Fiedrowicz mit seiner Monographie Die überlieferte Messe mit dem klassischen Ritus der römisch-katholischen Kirche auseinander. Der Philosoph Peter Kwasniewski bezeichnete das Werk als die führende wissenschaftliche Publikation zu diesem Thema, die bislang in englischer Sprache erschienen sei. Der klassische Philologe und Historiker John Pepino schrieb in einer Rezension, es wäre wünschenswert gewesen, wenn die Analysen dieses Buches den Bischöfen schon vor der Promulgation des Novus Ordo Missae zugänglich gewesen wären. Fiedrowicz setzte sich auf überzeugende Weise und im Stil eines Gentleman Scholar kritisch mit dessen Mängeln auseinander. Die Bedeutung des Werks für die Diskussion über die Liturgie der katholischen Kirche bestehe darin, dass es den status quaestionis autoritativ herausarbeite und zahlreiche Ansatzpunkte für weitere Untersuchungen biete. Ein weiterer Rezensent erklärte, die Stärke der Darstellungen Fiedrowiczs liege „in den immer wieder und gekonnt hergestellten Bezügen zu den Kirchenvätern und der frühen Theologiegeschichte bzw. zur Sprache der Antike“. Dadurch gelinge ihm der Beweis der „Verwurzelung der sich in der alten Form zeigenden Prinzipien in der Tradition“. Das Werk sei „eine große Hilfe, sich im Sinne einer guten liturgischen Bildung dem Reichtum der forma extraordinaria in einer aktuellen Zusammenfassung des derzeitigen Forschungsstandes zuzuwenden“.
Die katholische Nachrichtenagentur CNA übernahm Beiträge Fiedrowiczs als Gastkommentare mit der Begründung, er sei ein „ausgewiesener Kenner der Kirchengeschichte wie der Liturgie“. Beiträge Fiedrowiczs erscheinen zudem in der katholischen Wochenzeitung Die Tagespost. Mehrere Werke Fiedrowiczs wurden ins Englische, Französische, Italienische, Spanische und Polnische übersetzt. Beiträge von Fiedrowicz zur Patristik und Kirchenväterrezeption wurden außerdem auf dem YouTube-Kanal der katholischen Splendor-Veritatis-Akademie veröffentlicht.
Fiedrowicz unterstützte während seiner Tätigkeit an der Theologischen Fakultät Trier deren Profilstärkung im Bereich des jüdisch-christlichen Dialogs, die etwa in der Erweiterung der Aktivität des Emil-Frank-Instituts und der Einrichtung des Lehrstuhls für „Abrahamitische Religionen“ und des Master-Studiengangs „Interreligiöse Studien: Judentum - Christentum - Islam“ zum Ausdruck kam. Der Publizist Markus Linden kritisierte jedoch in einem Essay, dass in einzelnen von Fiedrowicz aufgegriffenen kirchengeschichtlichen Quellen mutmaßlich „Antisemitismus zum Vorschein“ komme. Fiedrowicz bezeichnete die Darstellungen Lindens in einer Entgegnung als „wissenschaftlich unseriös“. Er betone in seinem Werk die Kontinuität von Judentum und Christentum. Die kritisierte Aussage beziehe sich auf ein Zitat Hippolyts aus dem dritten nachchristlichen Jahrhundert, das aus einer historischen Quelle stamme. Fiedrowicz warf Linden zudem methodische Mängel und mangelnde Fachkenntnisse im Bereich der Theologie bzw. der Patristik vor. Die Trierer Gesellschaft für christlich-jüdische Zusammenarbeit kommentierte, dass Fiedrowicz im Rahmen seiner wissenschaftlichen Abhandlungen im „Wesentlichen einen innerkatholischen Streit“ führe und „dabei ganz dem Welt- und Geschichtsbild der alten Kirche“ folge.

## Veröffentlichungen (Auswahl)
- Das Kirchenverständnis Gregors des Großen. Eine Untersuchung seiner exegetischen und homiletischen Werke (= Römische Quartalschrift für christliche Altertumskunde und Kirchengeschichte Supplementheft 50). Herder, Basel/Wien/Freiburg im Breisgau 1995, ISBN 3-451-22699-5 (= Dissertation).
- Gregor der Große. Von der Sehnsucht der Kirche. ausgewählt und übertragen von Michael Fiedrowicz. (Christliche Meister; Band 48). Johannes, Freiburg im Breisgau 1995, ISBN 3-89411-326-X.
- Gregor der Große. Homiliae in Evangelia – Evangelienhomilien I und II übersetzt u. eingeleitet von Michael Fiedrowicz. (= Fontes Christiani Band 28). Herder, Freiburg im Breisgau/Basel/Wien/Barcelona/Rom/New York
  - Homiliae in Evangelia – Evangelienhomilien I. ausgewählt und übertragen von Michael Fiedrowicz. (= Fontes Christiani Band 28,1). Herder, Freiburg im Breisgau/Basel/Wien/Barcelona/Rom/New York 1997, ISBN 3-451-23811-X.
  - Homiliae in Evangelia – Evangelienhomilien II. ausgewählt und übertragen von Michael Fiedrowicz. (= Fontes Christiani Band 28,2). Herder, Freiburg im Breisgau/Basel/Wien/Barcelona/Rom/New York 1998, ISBN 3-451-23812-8.
- Psalmus vox totius Christi. Studien zu Augustins „Enarrationes in psalmos“. Herder, Basel/Wien/Freiburg im Breisgau 1997, ISBN 3-451-26406-4. (= Habilitationsschrift)
- Augustinus. Könnte ich dich je vergessen, Jerusalem? Der Gottesstaat im Spiegel der Psalmendeutung Augustins mit Textauswahl aus dem Psalmenkommentar des Kirchenvaters. Einleitung, Übersetzung und Kommentar von Michael Fiedrowicz. (= Augustinus heute Band 8). Augustinus-Verlag, Würzburg 1997, ISBN 3-7613-0184-7.
- Prinzipien der Schriftauslegung in der alten Kirche. (Traditio christiana; Band 10). Lang, Frankfurt am Main/Berlin/Bern/New York/Paris/Wien 1998, ISBN 3-906760-70-7.
  - Principes de l’interprétation de l’écriture dans l’église ancienne. Version française par Gérard Poupon (= Traditio christiana Band 10). Lang, Frankfurt am Main/Berlin/Bern/New York/Paris/Wien 1998, ISBN 3-906760-72-3.
- Apologie im frühen Christentum. Die Kontroverse um den christlichen Wahrheitsanspruch in den ersten Jahrhunderten. Schöningh, Paderborn/München/Wien/Zürich 2000, ISBN 3-506-72733-8.
  - Apologie im frühen Christentum. Die Kontroverse um den christlichen Wahrheitsanspruch in den ersten Jahrhunderten. 2. korrigierte und erweiterte Auflage. Schöningh, Paderborn/München/Wien/Zürich 2001, ISBN 3-506-72733-8.
  - Apologie im frühen Christentum. Die Kontroverse um den christlichen Wahrheitsanspruch in den ersten Jahrhunderten. 3. korrigierte und erweiterte Auflage. Schöningh, Paderborn/München/Wien/Zürich 2006, ISBN 978-3-506-72733-6.
- Christen und Heiden. Quellentexte zu ihrer Auseinandersetzung in der Antike. Wissenschaftliche Buchgesellschaft, Darmstadt 2004, ISBN 3-534-15790-7.
- mit Gerhard Krieger, Winfried Weber (Hrsg.): Konstantin der Grosse. der Kaiser und die Christen. Die Christen und der Kaiser. Paulinus, Trier 2006, ISBN 978-3-7902-0225-0.
- (Hrsg.): Unruhig ist unser Herz. Interpretationen zu Augustins Confessiones. Paulinus, Trier 2004, ISBN 3-7902-1313-6.
- Theologie der Kirchenväter. Grundlagen frühchristlicher Glaubensreflexion. Herder, Freiburg im Breisgau/Basel/Wien 2007, ISBN 978-3-451-29293-4.
  - Teologia ojcόw Kościoła. Podstawy wczesnochrześcijańskiej refleksji nad wiarą. Przekł. Wiesław Szymona. Wydawnictwo Uniwersytetu Jagiellońskiego, Kraków 2009, ISBN 978-83-233-2774-5.
  - Teologia dei padri della chiesa. Fondamenti dell’antica riflessione cristiana sulla fede. Tradizione dal tedesco di Carlo Danna. (Biblioteca di teologia contemporanea; Band 151). Queriniana, Brescia 2010, ISBN 978-88-399-0451-5.
  - Theologie der Kirchenväter. Grundlagen frühchristlicher Glaubensreflexion. 2. Auflage. Herder, Freiburg im Breisgau/Basel/Wien/Barcelona/Rom/New York 2010, ISBN 978-3-451-29293-4.
- Handbuch der Patristik. Quellentexte zur Theologie der Kirchenväter. Herder, Freiburg im Breisgau/Basel/Wien 2010, ISBN 978-3-451-31293-9.
- Vinzenz von Lérins. Commonitorium. Mit einer Studie zu Werk und Rezeption. Herausgegeben und kommentiert von Michael Fiedrowicz. Übersetzt von Claudia Barthold. Carthusianus Verlag, Mülheim 2011, ISBN 978-3-941862-04-3.
- Origenes. Contra Celsum. Gegen Celsus. Griechisch. Deutsch. Eingeleitet und kommentiert von Michael Fiedrowicz. Übersetzt von Claudia Barthold. (Fontes Christiani; Band 50)
  - Origenes. Teilband 1. Contra Celsum. Gegen Celsus. Griechisch. Deutsch. Eingeleitet und kommentiert von Michael Fiedrowicz. Übersetzt von Claudia Barthold. (= Fontes Christiani Band 50, 1). Herder, Freiburg im Breisgau/Basel/Wien 2011, ISBN 978-3-451-30951-9.
  - Origenes. Teilband 2. Contra Celsum. Gegen Celsus. Griechisch. Deutsch. Eingeleitet und kommentiert von Michael Fiedrowicz. Übersetzt von Claudia Barthold. (= Fontes Christiani Band 50, 2). Herder, Freiburg im Breisgau/Basel/Wien 2011, ISBN 978-3-451-30952-6.
  - Origenes. Teilband 4. Contra Celsum. Gegen Celsus. Griechisch. Deutsch. Eingeleitet und kommentiert von Michael Fiedrowicz. Übersetzt von Claudia Barthold. (= Fontes Christiani Band 50, 4). Herder, Freiburg im Breisgau/Basel/Wien 2012, ISBN 978-3-451-30954-0.
  - Origenes. Teilband 5. Contra Celsum. Gegen Celsus. Griechisch. Deutsch. Eingeleitet und kommentiert von Michael Fiedrowicz. Übersetzt von Claudia Barthold. (= Fontes Christiani Band 50, 5). Herder, Freiburg im Breisgau/Basel/Wien 2012, ISBN 978-3-451-30955-7.
- Die überlieferte Messe. Geschichte, Gestalt und Theologie des klassischen römischen Ritus. Carthusianus Verlag, Mülheim 2011, ISBN 978-3-941862-08-1.
  - Die überlieferte Messe. Geschichte, Gestalt und Theologie des klassischen römischen Ritus. 2. aktualisierte Auflage. Carthusianus Verlag, Mülheim 2012, ISBN 978-3-941862-12-8.
  - Die überlieferte Messe. Geschichte, Gestalt und Theologie des klassischen römischen Ritus. 3. aktualisierte Auflage. Carthusianus Verlag, Mülheim 2014, ISBN 978-3-941862-18-0.
  - Die Überlieferte Messe. Geschichte, Gestalt und Theologie des klassischen römischen Ritus. 4. aktualisierte Auflage. Carthusianus Verlag, Fohren-Linden 2017, ISBN 978-3-941862-23-4.
  - Die Überlieferte Messe. Geschichte, Gestalt und Theologie des klassischen römischen Ritus. 5. aktualisierte Auflage. Carthusianus Verlag, Fohren-Linden 2019, ISBN 978-3-941862-27-2.
- The Traditional Mass. History, Form and Theology of the Classical Roman Rite. Translated by Rose Pfeifer, Angelico Press, Brooklyn / NY 2020, ISBN 978-1-62138-523-3 (Softcover), ISBN 978-1-62138-524-0 (Hardcover), ISBN 978-1-62138-525-7 (E-Book).
- La Misa tradicional. Historia, forma y teología del rito clásico romano. Traducido del inglès por Augusto Merino Medina (Chile). Carthusianus Verlag, Fohren-Linden 2021, ISBN 978-3-941862-31-9 (Softcover), ISBN 978-3-941862-32-6 (Hardcover).
- La Messa Tradizionale. Storia, forma e teologia del Rito romano. Prefazione di Don Nicola Bux. Tradotto da Fabio Comincioli. Amicitia Liturgica (Studia 1), Brescia 2023, ISBN 979-12-80170-13-2.
- Johannes Chrysostomus. De sacerdotio. Über das Priestertum. Mit einer Studie zu Werk und Rezeption herausgegeben und kommentiert von Michael Fiedrowicz. Übersetzt von Ingo Schaaf (Buch 1–3) und Claudia Barthold (Buch 4–6). Carthusianus Verlag, Fohren-Linden 2013, ISBN 978-3-941862-11-1.
- Priestertum und Kirchenväter. Quellentexte zur Theologie und Spiritualität des priesterlichen Amtes. Herausgegeben, eingeleitet und kommentiert von Michael Fiedrowicz. Carthusianus Verlag, Fohren-Linden 2013, ISBN 978-3-941862-15-9.
- Kardinal Pie von Poitiers. Nachfolger des heiligen Hilarius. Ausgewählte Texte herausgegeben und eingeleitet von Michael Fiedrowicz. Carthusianus Verlag, Fohren-Linden 2014, ISBN 978-3-941862-17-3.
- Kardinal Pie von Poitiers. Alles in Christus erneuern. Bischofsworte zur Wiedererrichtung einer christlichen Gesellschaft. Ausgewählte Texte herausgegeben und eingeleitet von Michael Fiedrowicz. Carthusianus Verlag, Fohren-Linden 2015, ISBN 978-3-941862-19-7.
- Päpste und Kirchenväter. Gesammelte Texte über die Glaubenslehrer der frühen Kirche, herausgegeben von Michael Fiedrowicz unter Mitarbeit von Claudia Barthold und Jörg Thurn. Carthusianus Verlag, Fohren-Linden 2016, ISBN 978-3-941862-20-3.
- Ecclesia militans – Die streitende Kirche. Zeugnisse aus der Frühzeit des Christentums, eingeleitet und herausgegeben von Michael Fiedrowicz unter Mitarbeit von Claudia Barthold und Jörg Thurn. Carthusianus Verlag, Fohren-Linden 2017, ISBN 978-3-941862-22-7.
- Apologetik des katholischen Glaubens. Die Kirchenväter-Vorlesungen von Charles-Émile Freppel an der Sorbonne (1857–1869). Ausgewählte Texte, eingeleitet, übersetzt und herausgegeben von Michael Fiedrowicz. Carthusianus Verlag, Fohren-Linden 2018, ISBN 978-3-941862-26-5.
- Gregor von Nazianz, Priestertum und Bischofsamt. Apologia de fuga sua (Oratio 2) (griechisch-deutsche Parallelausgabe), herausgegeben und kommentiert von Michael Fiedrowicz, übersetzt von Claudia Barthold. Carthusianus Verlag, Fohren-Linden 2019, ISBN 978-3-941862-28-9.
- John Henry Newman und die Kirchenväter. Anti-Liberalismus im Geist der frühen Kirche. Carthusianus Verlag, Fohren-Linden 2020, ISBN 978-3-941862-30-2.
- Gregor der Große, Regula pastoralis – Pastoralregel (lat.-dt. Parallelausgabe). Mit einer Studie zu Werk und Bischofsamt herausgegeben und kommentiert von M.F., übersetzt von C. Barthold, Fohren-Linden 2022, ISBN 978-3-941862-29-6.